# 1. FC München
Der 1. FC München war ein kurzzeitig bestehender Fußballverein, der 1933 durch einen Zusammenschluss des Deutschen SV München mit dem FC Teutonia München entstanden war.

## Geschichte
Der 1. FC München – nicht zu verwechseln mit dem nur elf Jahre bestehenden 1. Münchner FC 1896 – ist am 1. September 1933 mit der Fusion des Deutschen SV München und dem im Jahr 1905 gegründeten FC Teutonia München entstanden, mit dem Ziel Kräfte zu bündeln, um den drei in München vorherrschenden Vereinen FC Bayern, SV 1860 und FC Wacker ein weiterer ernsthafter Konkurrent zu sein.
Während der DSV München erst 1923 im Zuge der „reinlichen Scheidung“ von Turn- und Sportvereinen als Abspaltung des MTV München von 1879 entstanden ist und vor dem Ersten Weltkrieg lange Zeit eine wichtige Rolle im Münchner Fußball gespielt hatte, spielte Teutonia bereits in den Anfangsjahren des Fußballs in der bayerischen Metropole eine Rolle.
Zwischen 1926 und 1927 wurde der DSV, die „Rotjacken“, wie sie auch genannt wurden, vom ungarischen Ex-Professional Alfréd „Spezi“ Schaffer trainiert. Obwohl der DSV München von 1927 bis 1933, der FC Teutonia München ein Jahr später, und zuvor auch bereits von 1919 bis 1922 und die Saison 1924/25, in der Bezirksliga Südbayern, der seinerzeit regional höchsten Spielklasse vertreten waren, blieben die erwarteten Erfolge – nicht zuletzt wegen der starken Konkurrenz – aus bzw. war an überregionalen Erfolgen erst gar nicht zu denken.
Die Vorgängervereine wären auch nicht für die 1933 neu eingeführte höchste Spielklasse, die Gauliga Bayern, zugelassen worden, zu deren Gründungsmitgliedern der Fusionsverein als einer von vier Münchner Mannschaften nun zählte. Es stellte sich jedoch schnell heraus, dass der 1. FC München dem Niveau des bayrischen Oberhauses nicht gewachsen war. Während der FC Bayern und der SV 1860 in der Auftaktsaison 1933/34 die Plätze zwei und drei belegten, und sich auch die Münchner Nummer drei, die „Blausterne“ vom FC Wacker, tapfer schlug und mit Rang neun die Klasse halten konnte, belegte der 1. FC abgeschlagen den zwölften und letzten Platz und musste nach nur einer Saison in die zweitklassige Bezirksliga absteigen. Zwar gelang ein Jahr später die Rückkehr in die Gauliga, doch auch in der Saison 1935/36 konnte man, mit der Umbenennung 1935 in FC 1905 München, dem selbst erhobenen Anspruch, zu den besten Klubs der Stadt aufzuschließen, nicht gerecht werden. Wie schon zwei Jahre zuvor belegte die Mannschaft am Saisonende den letzten Platz und musste die Spielklasse wieder verlassen.
Nachdem der selbst erhobene Anspruch, sich als Münchner Spitzenmannschaft in der Gauliga Bayern zu etablieren, nicht umgesetzt werden konnte, löste sich die Verbindung wieder; Teutonia als eigenständiger Verein besteht bis heute, die übrigen Spieler des DSV schlossen sich wieder dem MTV 1879 München an.

## Platzierungen

### Gruppe Südbayern

#### Saison 1927/28
| Pl. | Verein            | Sp. | S | U | N | Tore    | Quote | Punkte |
| --- | ----------------- | --- | - | - | - | ------- | ----- | ------ |
| 1.  | FC Bayern München | 12  | 8 | 3 | 1 | 047:210 | 2,24  | 19:50  |
| 2.  | SV 1860 München   | 12  | 8 | 2 | 2 | 035:210 | 1,67  | 18:60  |
| 3.  | FC Wacker München | 12  | 8 | 1 | 3 | 031:120 | 2,58  | 17:70  |
| 5.  | DSV München (N)   | 12  | 4 | 1 | 7 | 024:260 | 0,92  | 09:15  |

#### Saison 1928/29
| Pl. | Verein                     | Sp. | S  | U | N | Tore    | Quote | Punkte |
| --- | -------------------------- | --- | -- | - | - | ------- | ----- | ------ |
| 1.  | FC Bayern München (M) (SM) | 14  | 11 | 0 | 3 | 043:170 | 2,53  | 22:60  |
| 3.  | SV 1860 München            | 14  | 8  | 2 | 4 | 038:220 | 1,73  | 18:10  |
| 4.  | FC Wacker München          | 14  | 8  | 2 | 4 | 037:240 | 1,54  | 18:10  |
| 6.  | DSV München                | 14  | 6  | 1 | 7 | 030:250 | 1,20  | 13:15  |
| 7.  | FC Teutonia München (N)    | 14  | 3  | 3 | 8 | 027:400 | 0,68  | 09:19  |

#### Saison 1929/30
| Pl. | Verein                | Sp. | S  | U | N | Tore    | Quote | Punkte |
| --- | --------------------- | --- | -- | - | - | ------- | ----- | ------ |
| 1.  | FC Bayern München (M) | 14  | 11 | 2 | 1 | 061:220 | 2,77  | 24:40  |
| 3.  | SV 1860 München       | 14  | 6  | 3 | 5 | 037:310 | 1,19  | 15:13  |
| 4.  | FC Wacker München     | 14  | 6  | 2 | 6 | 022:260 | 0,85  | 14:14  |
| 5.  | DSV München           | 14  | 6  | 0 | 8 | 027:310 | 0,87  | 12:16  |
| 7.  | FC Teutonia München   | 14  | 4  | 3 | 7 | 031:450 | 0,69  | 11:17  |

#### Saison 1930/31
| Pl. | Verein                | Sp. | S  | U | N  | Tore    | Quote | Punkte |
| --- | --------------------- | --- | -- | - | -- | ------- | ----- | ------ |
| 1.  | FC Bayern München (M) | 14  | 10 | 3 | 1  | 051:270 | 1,89  | 23:50  |
| 2.  | SV 1860 München       | 14  | 9  | 1 | 4  | 044:180 | 2,44  | 19:90  |
| 5.  | FC Wacker München     | 14  | 5  | 1 | 8  | 026:350 | 0,74  | 11:17  |
| 6.  | FC Teutonia München   | 14  | 4  | 3 | 7  | 028:440 | 0,64  | 11:17  |
| 8.  | DSV München           | 14  | 2  | 2 | 10 | 015:320 | 0,47  | 06:22  |

#### Saison 1931/32
| Pl. | Verein                | Sp. | S  | U | N | Tore    | Quote | Punkte |
| --- | --------------------- | --- | -- | - | - | ------- | ----- | ------ |
| 1.  | FC Bayern München (M) | 18  | 13 | 2 | 3 | 066:330 | 2,00  | 28:80  |
| 2.  | SV 1860 München       | 18  | 11 | 4 | 3 | 046:210 | 2,19  | 26:10  |
| 3.  | FC Teutonia München   | 18  | 8  | 6 | 4 | 045:340 | 1,32  | 22:14  |
| 5.  | FC Wacker München     | 18  | 5  | 6 | 7 | 032:320 | 1,00  | 16:20  |
| 7.  | DSV München           | 18  | 5  | 5 | 8 | 034:390 | 0,87  | 15:21  |

#### Saison 1932/33
| Pl. | Verein                | Sp. | S  | U | N | Tore    | Quote | Punkte |
| --- | --------------------- | --- | -- | - | - | ------- | ----- | ------ |
| 1.  | FC Bayern München (M) | 18  | 13 | 4 | 1 | 063:140 | 4,50  | 30:60  |
| 2.  | SV 1860 München       | 18  | 10 | 3 | 5 | 062:280 | 2,21  | 23:13  |
| 3.  | DSV München           | 18  | 7  | 4 | 7 | 039:420 | 0,93  | 18:18  |
| 6.  | FC Wacker München     | 18  | 5  | 6 | 7 | 028:340 | 0,82  | 16:20  |
| 8.  | FC Teutonia München   | 18  | 6  | 4 | 8 | 022:300 | 0,73  | 16:20  |

## Bekannte Spieler
- Georg Ertl (1930–1931)
- Josef Lechler (bis 1930) Deutscher Meister mit dem FC Bayern München 1932

## Trainer
- Alfréd Schaffer (1926–1927)